# Chabrol

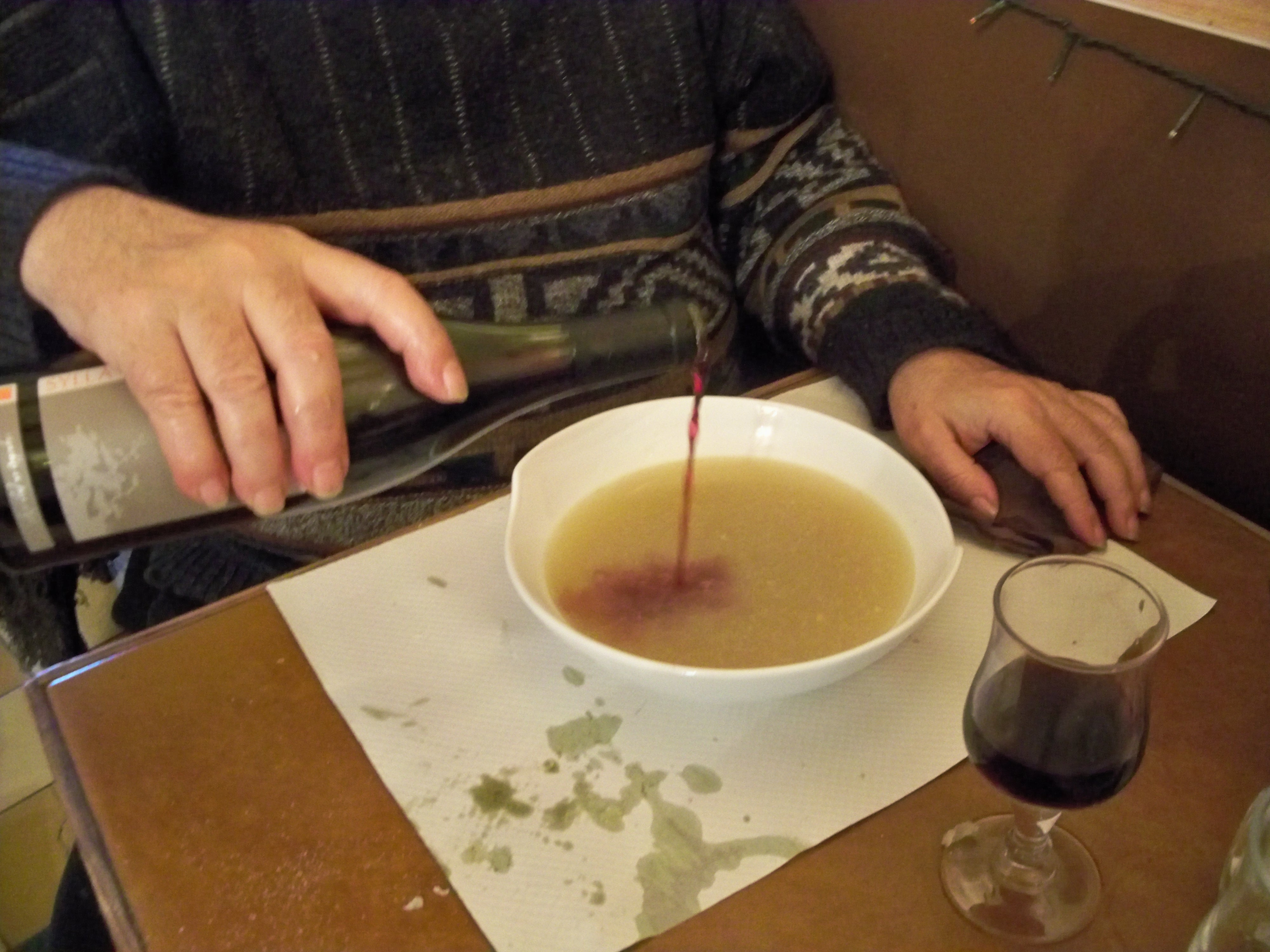
Primer pas del chabrol

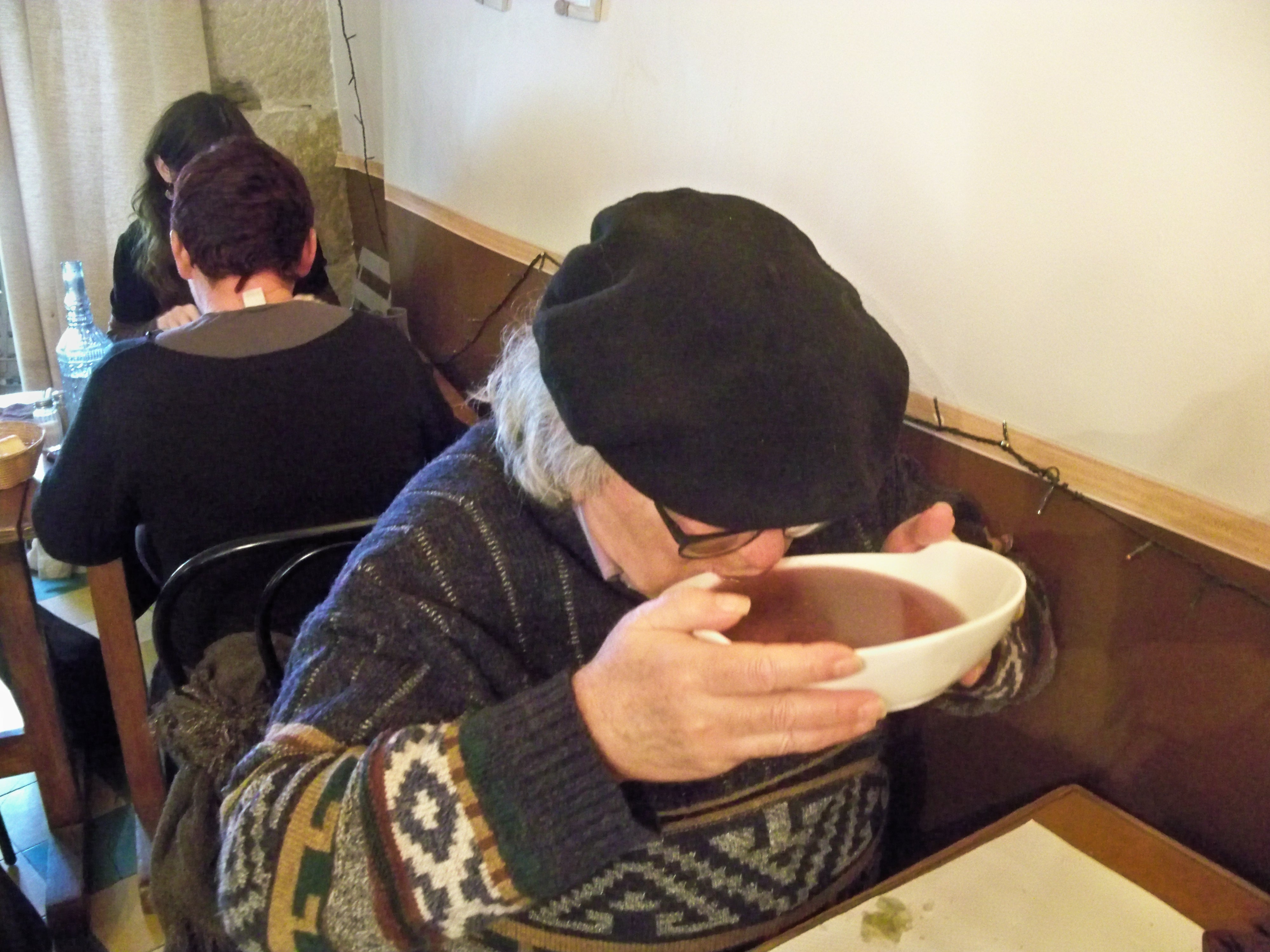
Chabrol!

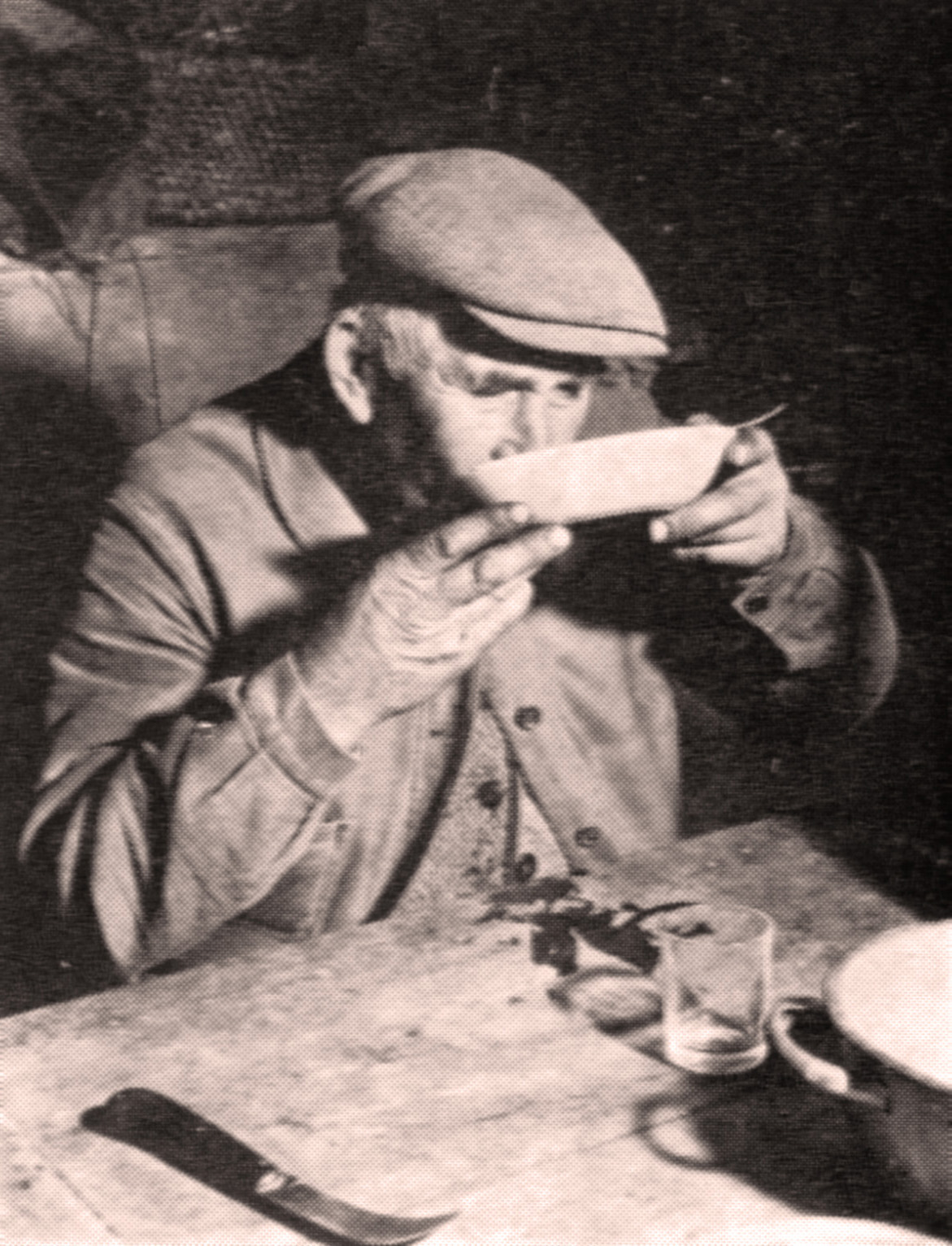
Home fent chabrol a començaments del segle XX

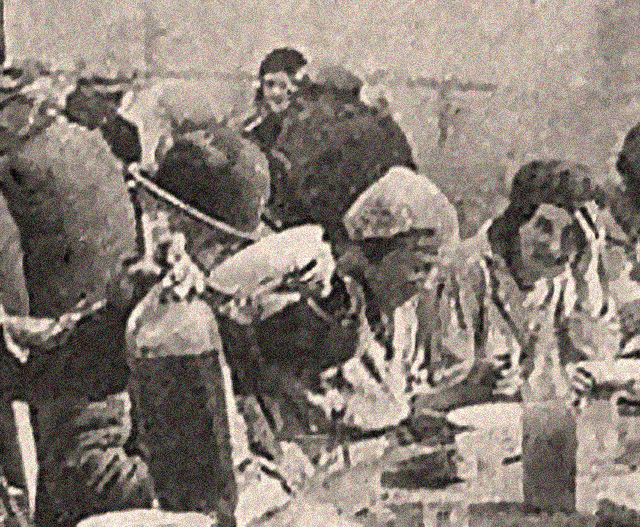
Postal antiga occitana on apareix un home fent "chabrol"

Chabròl o més aviat fer chabrol és un costum antic a la gastronomia occitana que consisteix a, quan queda ja poc brou al plat i comença a ser difícil d'agafar-la amb la cullera, afegir-hi un raig de vi negre, en comptes d'inclinar el plat, i empassar-ho, bevent directament del recipient. De vegades ho fan tots els comensals alhora, al crit de "chabròl", una mica de la mateixa manera que als Països Catalans fem els sant-hilaris. Més tard sorgiren també, quan ja es considerava "camperol", altres formes més recatades, consistent a fer-lo sense avisar, més discretament i a petits xarrups.
Actualment rarament es fa en públic, ja que ha passat a considerar-se poc fi. Al nord de França es considera pagès -en un sentit pejoratiu- i de gent gran -també en sentit pejoratiu-, mentre que a Occitània alguns joves comencen a recuperar-lo, en especial en àpats festius entre amics. Alguns recorden la versió alleugerada que va fer un cop el sommelier Philippe Faure-Brac, amb un cru que valia més de 250 € per ampolla.
El chabrol es feia regularment. Cal aclarir que recipient tradicional occità per a menjar sopes (brejaude, garbura, etc.), que encara es fa servir, no és un plat fond però pla, sinó una escudella; és a dir, un recipient fondo, en forma de casquet esfèric, generalment sense anses; de terrissa, de forma abombada i coll una mica estret.

## Altres mots equivalents
L'arrel de chabròl (al Llemosí, Llenguadoc i altres indrets) i d'altres mots equivalents, que varien una mica segons el territori, és la mateixa en occità que la de cabra, ja que fer chabrol voldria dir "beure com ho fan les cabres". Aquest mot té com a variants: chabroù, al Perigord; chabrot, al Llemosí i Gascunya; i cabroù o cabro a Provença.
A Poitou-Charentes s'utilitza el mot francès godaille, que tindria a veure amb pescar; i a alguns llocs de Gascunya s'utilitza, a més de chabròl, el mot godala, que es podria interpretar com una metàstasi de golada, allò que s'empassa de cop. En català, amb aquesta arrel tenim el mot gola.

## Chabrol a Catalunya?
L'empordanès Jaume Fàbrega, nascut el 1948, recorda a la Cuina del país dels càtars que quan era petit havia vist que, quan el seu avi menjava la sopa, hi ficava vi a la manera de "lo cabròt".